# Littérature éthiopienne

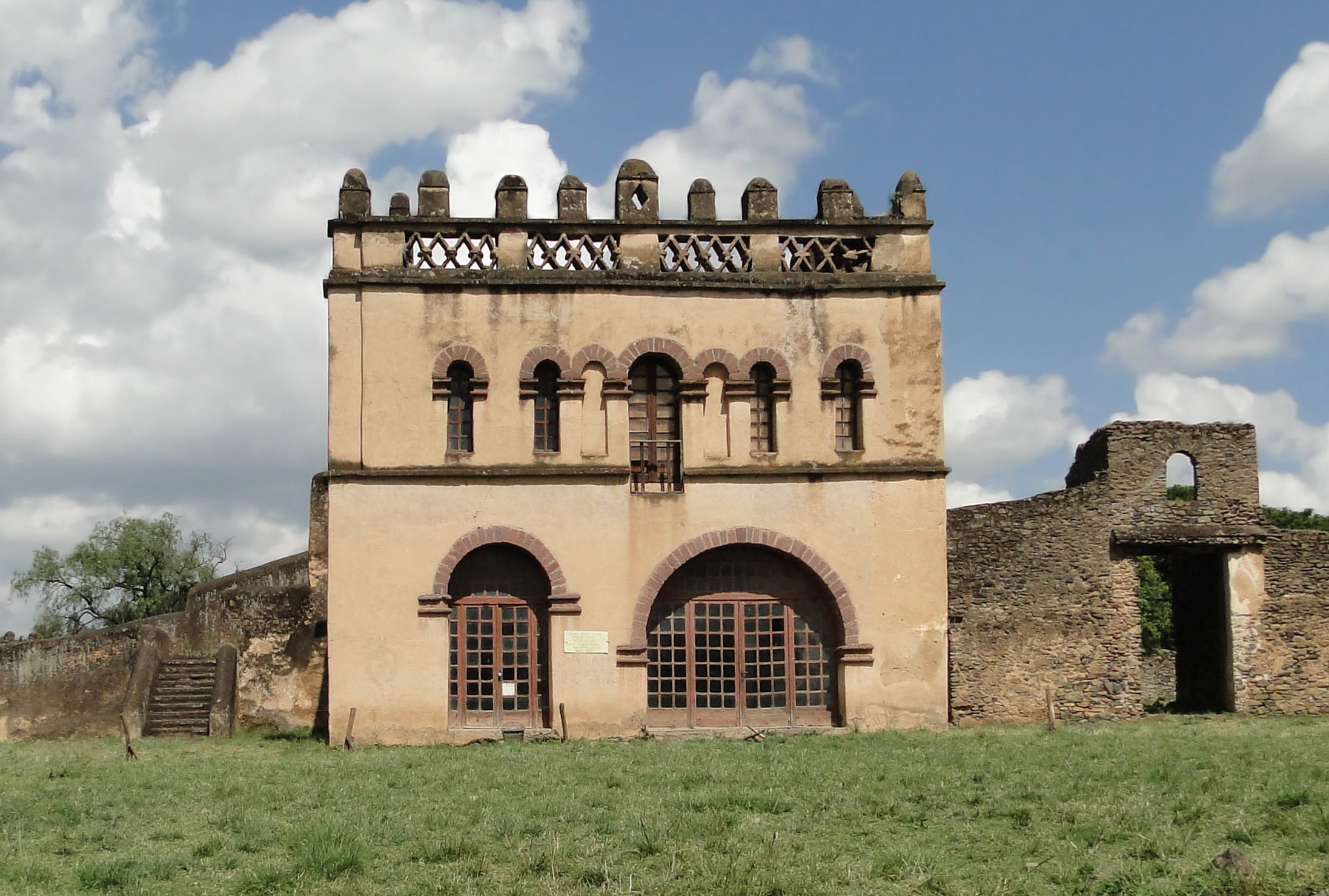
Bibliothèque de Yohannes Ier dans le Fasil Ghebi à Gondar

Du fait de l'existence du système d'écriture guèze, l'Éthiopie entretient une très ancienne tradition littéraire remontant à son époque aksoumite. La littérature ancienne dominée par l'enseignement religieux est essentiellement moral dans son contenu. Les genres dominants de la littérature éthiopienne ancienne sont ainsi les chroniques, les hagiographies, les hymnes, les sermons et les légendes. Le moyen d'expression littéraire est alors le guèze, langue liturgique de l'Église. La littérature éthiopienne est très fortement influencée par la religion chrétienne orthodoxe. Cependant, une littérature musulmane est apparue pendant le XVIe; quant aux Juifs d’Éthiopie (falasha), ils ont quelques livres qui leur sont spécifiques, notamment Te’ezaza Sanbat (Ordonnance du Sabbat)

## Genres littéraires
- Les livres du domaine historique sont surtout les chroniques royales, dont les premières sont celles des guerres victorieuses du roi Amda Sion contre les souverains musulmans. Parmi les textes historiques traduits, l'Histoire du monde, de Jean de Nikiou (avant 700), dont l'original est perdu : le récit de la conquête musulmane de l’Égypte constitue l'élément central de l'œuvre.

- Les textes relatifs à la vie des saints sont nombreux, souvent des traductions des actes de martyrs, de saints et des actes apocryphes des apôtres. Ils ont inspiré les auteurs locaux qui écriront sur les saints éthiopiens.
- Les récits des miracles accomplis par les saints occupent fréquemment une place prépondérante. Certains sont traduits en partie : miracles de saint Georges, de saint Michel, de la Trinité, de Jésus, etc. Le recueil le plus apprécié reste celui des Miracles de la Vierge.

- La poésie est essentiellement religieuse dont les principaux genres caractéristiques sont les malke (portraits) et les qene. Dans les malke : le poète décrit très précisément une personne, souvent un saint. Les qené sont de courtes pièces, de deux à onze vers, en l’honneur de Dieu ou des saints. Ces qene peuvent être chantées à certains moments de la messe.
- Les collections d’hymnes sont nombreuses, composées essentiellement pour un usage liturgique, dont le meilleur exemple sont les Louanges de la Vierge. Le deggwa est un genre particulier d'hymne que l'on peut également classifier parmi le style poétique. La poésie éthiopienne use de la rime, elle est divisée en strophes. En majorité, elle est écrite en langue obscure, où les inversions, les citations bibliques, d’allusions sont nombreuses ce qui la rend souvent difficile de la comprendre. Ainsi, il existe pour les qene un enseignement spécial.
- Le zema est une forme de chant liturgique éthiopien[2] pratiqué dans l'Église orthodoxe éthiopienne, dont l'origine remonterait à Saint-Yared (en) (505-571), en ge'ez, à système de notation propre (melekket).
- Les qené constituent une partie essentielle de la littérature éthiopienne, ils mélangent poésie, histoire et sont aisément mémorisables. Une des personnalités les plus connues sur ce genre littéraire est Gelanesh Haddis[3],[4].

## Littérature ge'ez
Du fait de l'existence du système d'écriture ge’ez, l'Éthiopie entretient une très ancienne tradition littéraire remontant à son époque aksoumite. La littérature ge'ez est une littérature savante, essentiellement religieuse, où les traductions jouent un rôle important. Les documents littéraires les plus anciens qui nous sont parvenus en ge’ez sont les traductions d’écrits religieux chrétiens à partir du grec. Elles auraient influencé le style et la syntaxe de la littérature ge’ez.
Cette littérature peut se diviser en deux grandes périodes : la période aksoumite et la période de la prise de pouvoir de la dynastie salomonide.

### Période aksoumite (avant 1000)
Le ge’ez est alors une langue vivante, cette période est marquée par l’influence culturelle du Proche-Orient hellénistique, le grec est parlé à la cour et certaines inscriptions royales sont en grec (les légendes des monnaies, par exemple). Le ge’ez est employé pour la première fois dans des inscriptions du IVe. Le roi Ezana y fait état de ses campagnes. Elles constituent la première historiographie officielle en Éthiopie. Le ge’ez se développe avec de nombreuses traductions où la religion occupe une place importante. La Bible est traduite au Ve à partir du grec. Le canon de la Bible éthiopienne contient plusieurs livres considérés comme apocryphes par les autres Églises, parmi ces livres : le Livre d'Hénoch, l'Ascension d'Isaïe, le Livre des Jubilés, le Livre d'Axoum (en).  Dans cette même période, d’autres ouvrages sont traduits : les Évangéliaires de Garima, le Qerillos (Cyrille) : recueil d’extraits et d’homélies des Pères de l’Église traitant de questions christologiques, les Règles monastiques de saint Pacôme et le Physiologus, ouvrage qui traite des qualités légendaires des animaux, des plantes et des pierres. La période du VIIe au XIIIe est marquée par une instabilité politique. Des documents racontent des exploits de guerre d’une reine non chrétienne contre le royaume d’Axoum qu’elle détruit finalement vers la fin du Xe.

### Restauration de la dynastie salomonide (à partir de 990)
Au XIIIe, le ge’ez s’impose progressivement comme une langue savante de l’écrit face à l’amharique, des moines divulguent des légendes mystiques : Légende du prophète Habacuc. Vers 1270, la dynastie salomonide est proclamée marquant le début d’une période de productivité littéraire ge’ez. La période du XIIIe au XVe est marquée par l’affirmation de la puissance éthiopienne sur les royaumes musulmans voisins, provoquant une période de renouveau culturel et religieux. Les traductions viennent non plus du grec mais de l’arabe, même si les originaux sont souvent coptes, syriaques ou grecs. La théologie et les pensées religieuses influenceront les écrits. Les vies de saints et les récits de miracle sont nombreux. Abba Salama, un copte égyptien, qui deviendra en 1350 métropolite d’Éthiopie, traduira et incitera à traduire plusieurs livres dont le rhapsodique Weddasse Mariam  (Louanges de la Vierge) qui est rattaché aux Psaumes et bénéficie d’un statut presque canonique. Certains règnes sont notables :
- celui d’Amda Tsion  (1314-1344) et des premières chroniques royales qui racontent ses guerres victorieuses contre les musulmans, elles sont rédigées dans un style assez simple et vif. Ce règne connaît la rédaction du Kebra Nagast, entre 1314 et un des ouvrages majeurs de la littérature éthiopienne, dont le thème central est la rencontre de la Reine de Saba et Salomon et la fondation de la dynastie salomonide ;
- le règne de David (1382-1413) ;
- Zara Yaqob (1434-1468), roi théologien auteur d’ouvrages principalement théologiques, dont le plus célèbre reste le Livre de la lumière. De nouveaux genres poétiques apparaissent : les qene (pièces allégoriques chantées pendant les messes), les deggwa (recueil d’hymnes religieux) mais aussi les malke: portrait d’une personne chantée, généralement des stances, avec des rimes, d’environ 55 lignes, chacune adressée à un attribut moral ou physique du saint décrit.

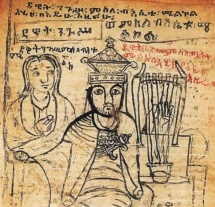
Psaume en ge'ez (1500)

Au début du XVe, des vies de saints ou de martyrs, parmi lesquelles celle de saint Georges, le saint patron d’Éthiopie, mais également de nombreuses chroniques et des traités ésotériques, des poèmes à la gloire du roi Yshaq (1414-1429) sont écrits et s’ouvrent aux registres des profanes. Plusieurs livres apocalyptiques sont traduits, inspirant deux œuvres originales : Fekkare Iyasus (1411-1414)  et le Livre des mystères du ciel et de la terre, un récit du combat entre l’archange Michel et Satan. Cette œuvre ne doit pas être confondue une autre œuvre originale de la même période, le Livre du Mystère de Georges de Sagla (1365-1425), une réfutation d’hérésies. Durant cet âge d’or, il faut mentionner les Miracles de Marie traduit de l’arabe en 1441-1442. Les hymnes et antiphonaires appelés deggwa, Mawase’et et Me’reaf datent probablement de la même époque, même si certains hymnes sont peut être plus anciens
Au XVIe, le Negusse Negest Dawit II est confronté aux invasions musulmanes d'Ahmed Gragne qui commencent en 1527 : le pays est dévasté, d’innombrables églises et couvents sont pillés, jusqu’à l’arrivée des portugais qui met fin aux attaques. Entrés dans une période de repli, les chrétiens éthiopiens tentent d’affirmer la primauté de leurs croyances, l'écrivain le plus illustre en est un marchand musulman, converti au christianisme sous le nom d’Enbaqom et qui devient prieur au monastère de Debre Lebanos. Il écrit Anqas’a amin (la Porte de la foi) pour justifier sa conversion et persuader les apostats d’abjurer. D’autres ouvrages similaires sont rédigés afin de défendre la branche Monophysite de la foi chrétienne au moment même où arrivent des missionnaires catholiques, constituant un nouveau danger pour l’Église orthodoxe éthiopienne.
Plus tard, la capitale est déplacée à Gondar, où les qene se développent, surtout au XVIIIe. Depuis, cette poésie est toujours pratiquée dans beaucoup de monastères.
Vers 1600, divers récits en ge'ez paraissent, parmi lesquels Hawi une impressionnante encyclopédie théologique traduit par Salik de Debre Libanos, une Histoire de Johannes Madabbar, évêque de Nikiou, elle contient un récit de la conquête arabe de l’Égypte, l’original en arabe a été perdu, et le Fetha Negest (« Justice des Rois ») une compilation de canons et de règles juridiques.

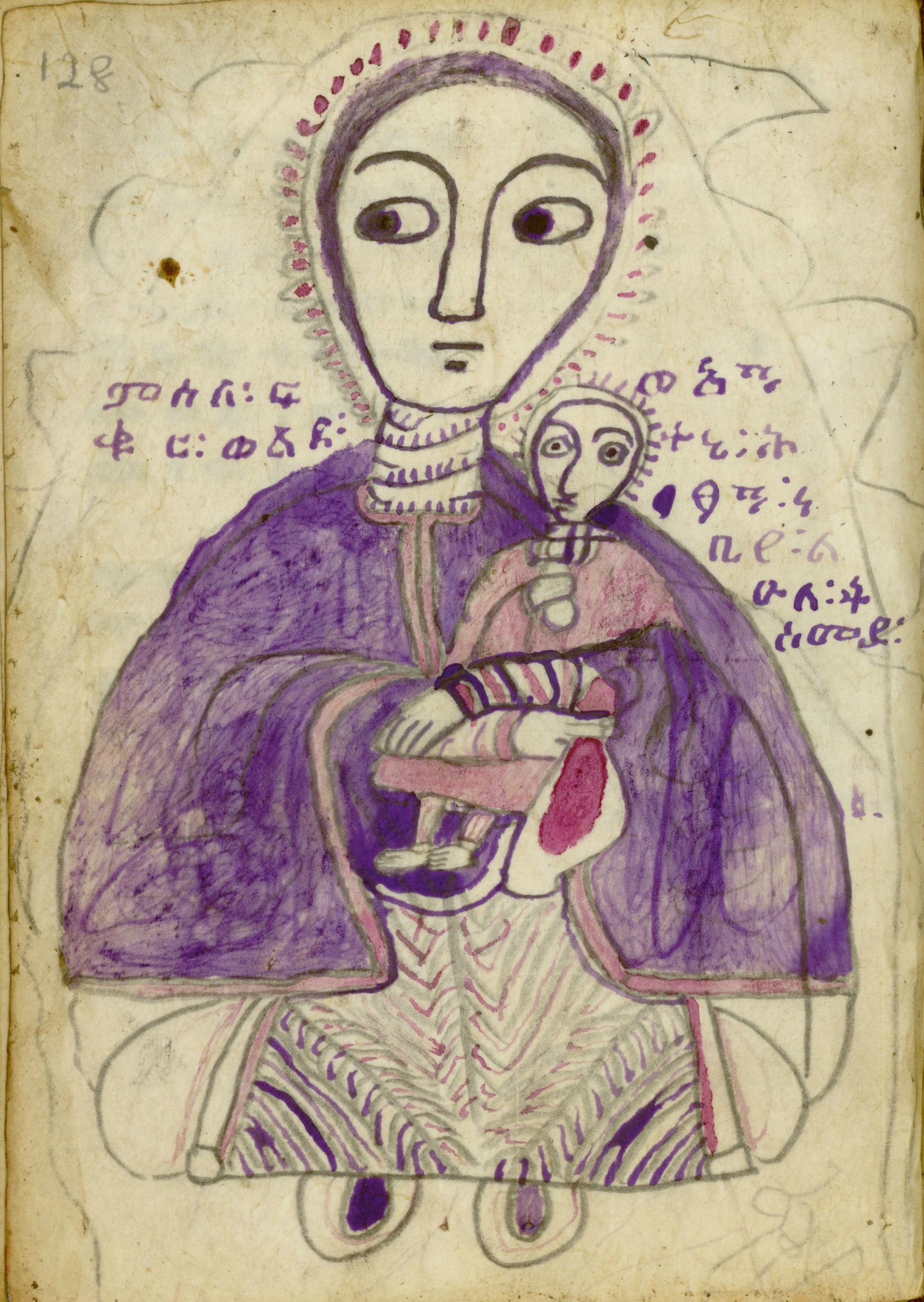
Madone éthiopienne
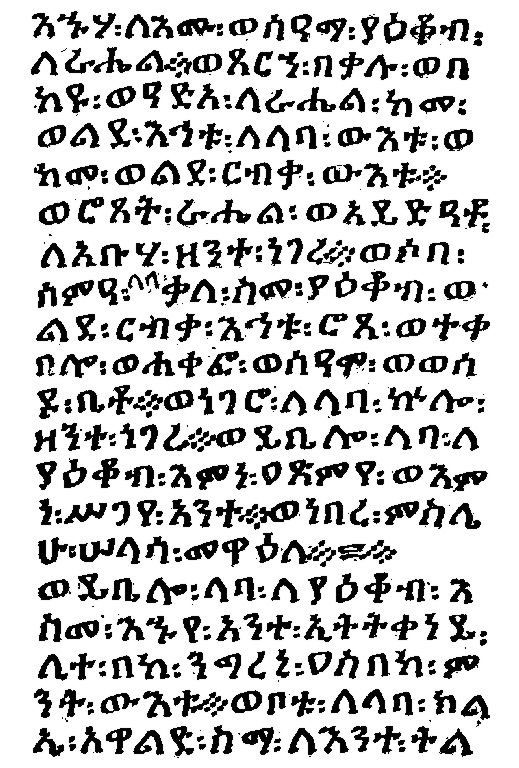
Genèse en ge'ez, 15ème s.
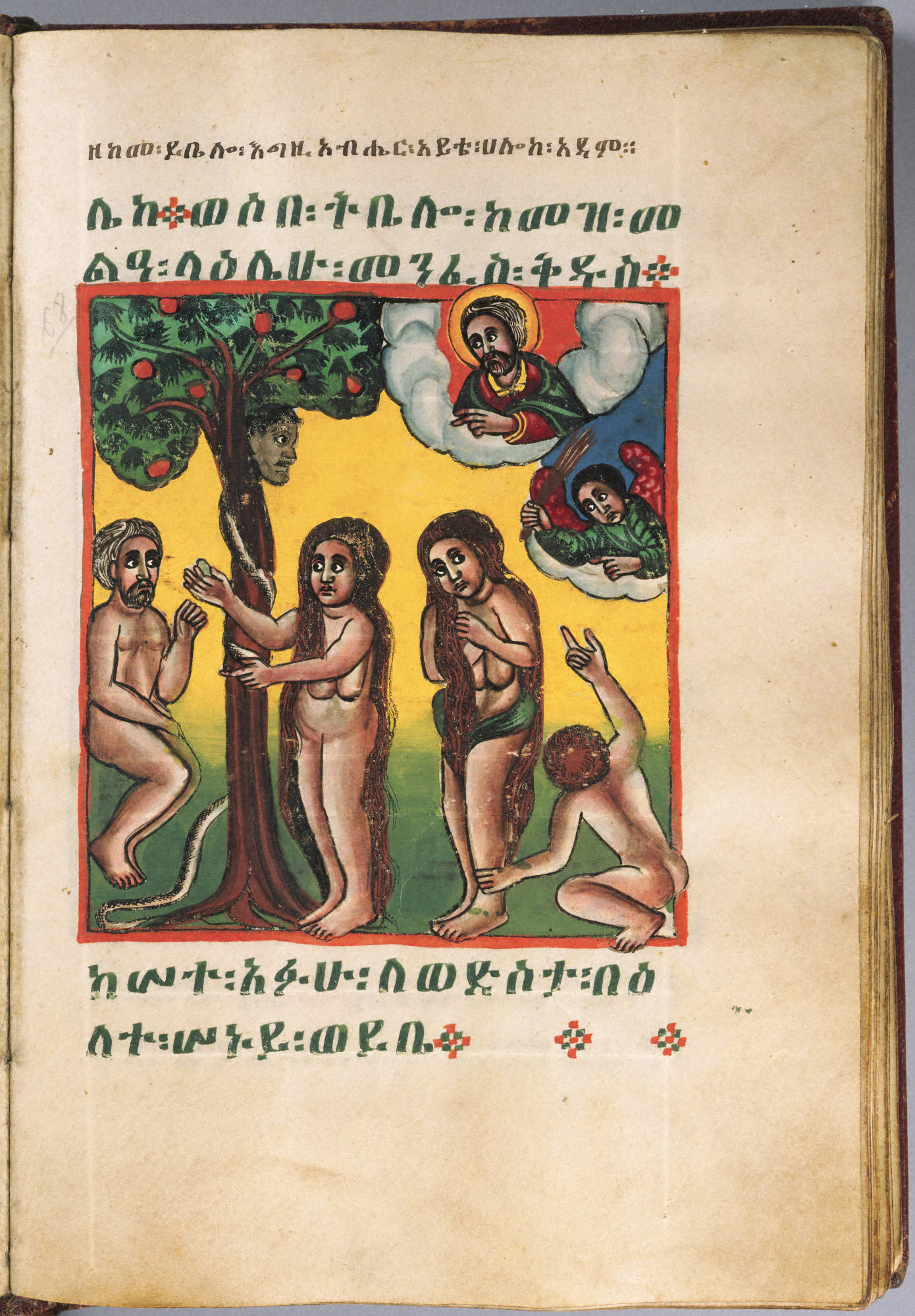
Enluminure, 18ème s.

- Littérature Ge'ez

## Littérature amharique (à partir de 1150 environ)
La littérature amharique commence à se développer vers le XIIIe siècle, au cours de la dynastie Zagwe (1140-1270). 
Les premiers documents littéraires amhariques sont les courts Chants royaux des XIVe et XVe.  
Au XVIIe et au XVIIIe paraissent des paraphrases des psautiers et de certaines prières, ainsi que quelques traités théologiques. 
Aux XVIIIe et XIXe, commencent l’exploration du réel et le rapprochement de la politique et de la littérature à travers des Chroniques royales et plus tard l’influence de l’Occident. 
Sous le règne de Téwodros II (1855-1868), se développe la littérature amharique avec les chroniques de ce roi, premières chroniques entièrement en amharique. Au début du XIXe, une traduction de la Bible est effectuée au Caire (au vu de la qualité de l’amharique, l’auteur n’était probablement pas éthiopien), à partir de cette version, des étrangers effectuent des révisions, pour sa connaissance inadéquate de l’amharique. 
- Littérature amhara (de)

### XXe
Une version plus scolaire du Nouveau Testament est imprimée à Addis-Abeba en 1955, suivie par l’Ancien Testament en 1961. La traduction de Pilgrim’s Progress (Le Voyage du pèlerin) de John Bunyan en 1892 ouvre la voie à un nouveau genre : la nouvelle allégorique, souvent partiellement en vers, la première est Libb wällad tarik (1908) de Afeworq Gebre Eyesus, également l’auteur d’ouvrages didactiques et d’une Vie de Ménélik II. 
Plus tard, Heruy Welde Selassie (1878-1938) devient le principal écrivain de la littérature amharique sous la régence du Ras Tafari Mekonnen (1916-1920), il écrit des biographies des recueils de poésies, des récits historiques, des essais ; une des œuvres les plus célèbres demeurent Wadaje lebbe et une anthologie compilée et publiée en 1926.
On peut distinguer essentiellement trois périodes majeures dans le développement de la littérature amharique moderne du XXe siècle correspondant à la période d'occupation italienne (1935-1941), la période post-indépendance (1941-1974) et la période post-révolutionnaire (1974-aujourd'hui).
Dans la première phase, les thèmes dominants sont l'unité et la souveraineté nationale, la propagande anti-fasciste, le patriotisme et la glorification de l'empereur. Les poètes les plus prolifiques se nomment Tèssèma Eshèté (1876-1964), Yoftahe Negusse (1897-1937), Agegnehu Engida (1905-1950) et Wolde Giyorgis Wolde Yohannes (1901-1976).
Par opposition, les auteurs de la période post-indépendance se portent sur la critique sociale, l'évocation de thèmes historiques, les spécificités culturelles, une célébration de la nature et du martyre des héros de l'occupation comme l'Aboune Pétros (1892-1936).
Aujourd'hui la majorité des ouvrages sont moralisants, la psychologie sommaire et le sentiment de nature est presque inexistant ; les longs discours édifiants sont nombreux. 
Cependant, certains auteurs modernes étudient de la société moderne. De nombreux noms restent célèbres: Mekonnen Endelkachew (1890-1963), Kebede Mikael (1916-1998), Mengistu Lemma (1925-1988), Tadesse Liban (1900-), Alemayehu Mogas, Tekle Tsodeq Makuria, Abbe Gubanna (1934-1980), Taddele Gebre-Heywot, Salomon Deressa (1937-2017) et Seyfu Mattefarya, tous poètes.

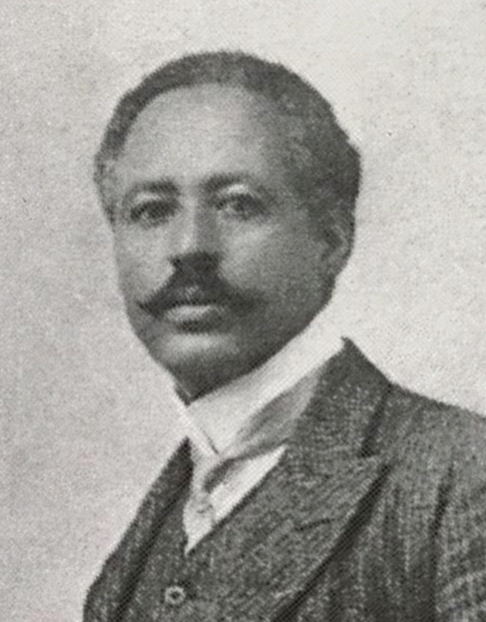
Afeworq Gebre Eyesus (1868-1947)
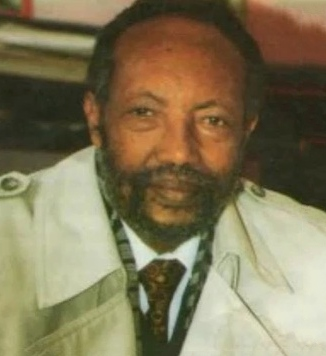
Tsegaye Gabre-Medhin (1936-2006)
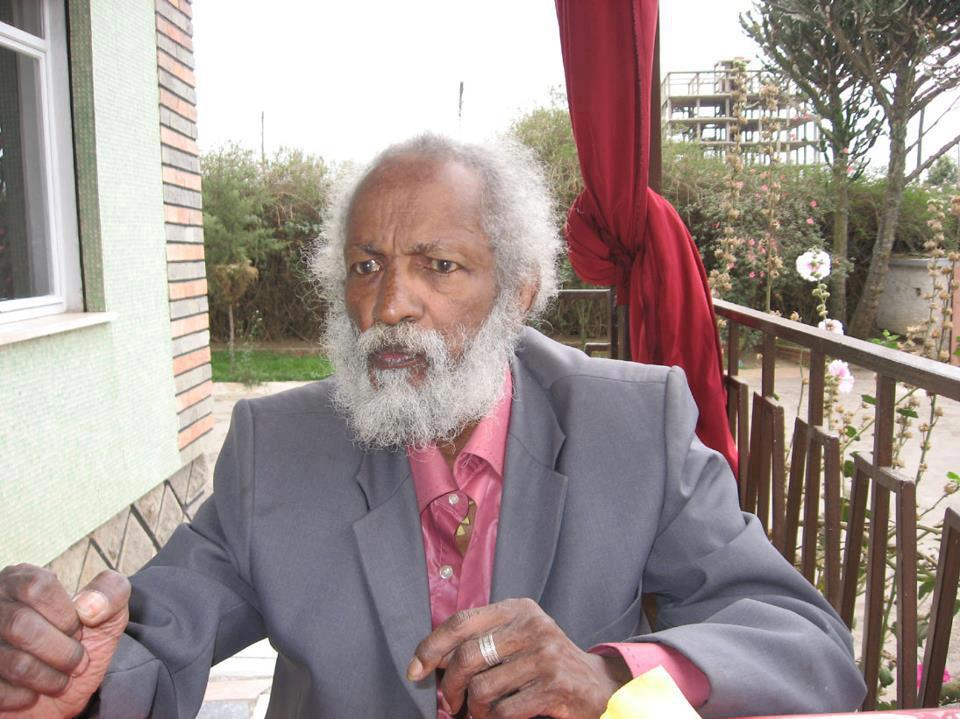
Sebhat Gebre Egziabhér (1936-2012)

### XXIe
Le roman contemporain éthiopien existe bien : Maaza Mengiste (1971-, éthiopio-américaine)

### Autres littératures orales ou écrites en langues régionales
Malgré la multiplicité des langues en Éthiopie, peu sont écrites, au moins au vu de la presse disponible en 1985 (amharique, oromo, tigrigna, anglais).
Parmi les langues étudiées, nombreuses sont en risque d'extinction.
Dans les années 2020, très peu disposent de relais dans les mass média en Éthiopie : liste des journaux en Éthiopie (en), télévision en Éthiopie, internet en Éthiopie.
Voice of Ethopia émet en amharique, anglais, français, somali, afar, oromo, arabe et tigrigna (environ 100 000 auditeurs).

## Littérature éthiopienne en langue étrangère

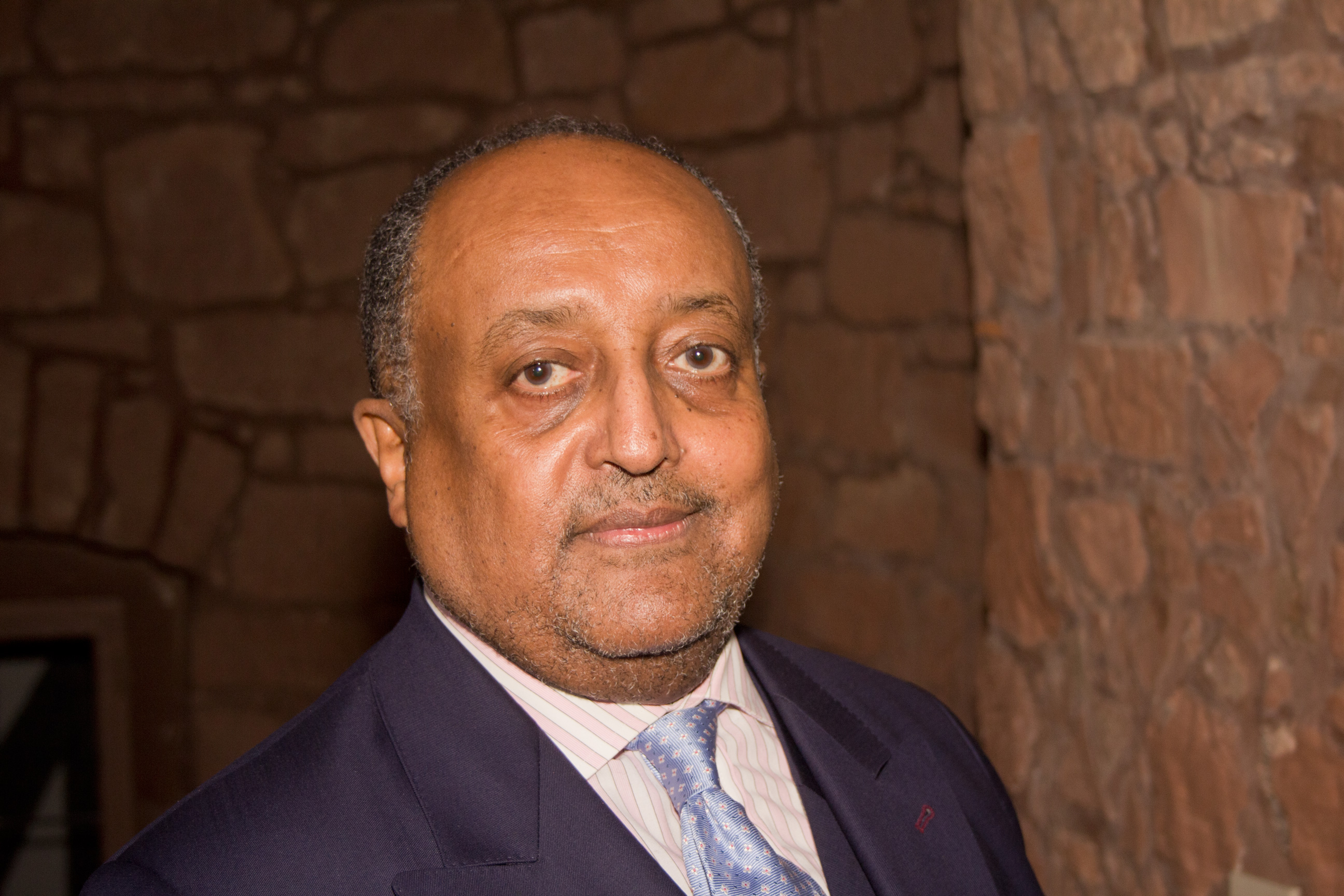
Asfa-Wossen Asserate, consultant et essayiste en langue allemande

Certains auteurs éthiopiens célèbres pour leurs œuvres en amharique ont aussi publié des romans, pièces de théâtre et poèmes en langue anglaise. C'est le cas notamment, pour le plus célèbre d'entre eux, de Tsegaye Gabre-Medhin (recevant à 29 ans le prix Hailé Sélassié Ier de littérature amharique et auteur de Black Antigone, Prologue to African Conscience).
L'unification de l'Italie a entraîné la constitution d'un Empire colonial italien (1882-1947/1960).
L'implication italienne dans la région de la Corne de l'Afrique a été importante : Somalie italienne (1889-1936), Érythrée italienne (1890-1936), Première guerre italo-éthiopienne (1895-1896), Seconde guerre italo-éthiopienne (1935-1936), Afrique orientale italienne (1936-1941), Empire italien d'Éthiopie (1936-1941), rapatriements, Italiens somaliens, émigrants éthiopiens et érythréens en Italie, Italo-Éthiopiens (it)...).
Il en est résulté quelques conséquences en littérature également :
- Ennio Flaiano (1910-1972), Un temps pour tuer (it) (Tempo di uccidere), roman colonial italien ;
- Gabriella Ghermandi (1965-), auteure, chanteuse, italo-éthiopienne, Regina di fiori e di perle (roman, 2007).